# Cabazitaxel
Cabazitaxel (trước đây là XRP-6258, tên thương mại Jevtana) là một dẫn xuất bán tổng hợp của một loại taxoid tự nhiên. Nó được phát triển bởi Sanofi-Aventis và được FDA Hoa Kỳ chấp thuận để điều trị ung thư tuyến tiền liệt nội tiết tố chịu lửa vào ngày 17 tháng 6 năm 2010. Nó là một chất ức chế vi ống, và taxan thứ tư được chấp thuận là một liệu pháp điều trị ung thư.     

Cabazitaxel kết hợp với prednison là một lựa chọn điều trị cho bệnh ung thư tuyến tiền liệt nội tiết tố chịu lửa sau khi điều trị dựa trên docetaxel.

## Cơ chế hoạt động
Taxanes tăng cường ổn định vi ống và ức chế quá trình nguyên phân và phân bào. Hơn nữa, taxan ngăn chặn tín hiệu thụ thể androgen (AR) bằng cách liên kết các vi ống tế bào và protein dynein liên quan đến vi ống, do đó làm dịch chuyển hạt nhân AR.

## Các thử nghiệm lâm sàng
Ở những bệnh nhân bị ung thư tuyến tiền liệt kháng thiến di căn (mCRPC), khả năng sống sót chung (HĐH) được tăng cường rõ rệt khi dùng cabazitaxel so với mitoxantrone sau khi điều trị bằng docetaxel trước đó. FIRSTANA (số nhận dạng của ClinicalTrials.gov: NCT01308567) đã đánh giá liệu cabazitaxel 20   mg/m2 (C20) hoặc 25   mg/m2 (C25) vượt trội so với docetaxel 75   mg/m2 (D75) về hệ điều hành ở bệnh nhân mCRPC chưa được hóa trị liệu. Tuy nhiên, C20 và C25 không chứng minh được sự vượt trội của HĐH so với D75 ở những bệnh nhân mắc mCRPC chưa được hóa trị liệu. Cabazitaxel và docetaxel đã chứng minh các hồ sơ độc tính khác nhau và C20 cho thấy độc tính thấp nhất. Trong một thử nghiệm giai đoạn III với 755 người đàn ông để điều trị ung thư tuyến tiền liệt kháng thiến, thời gian sống trung bình là 15,1 tháng đối với bệnh nhân dùng cabazitaxel so với 12,7 tháng đối với bệnh nhân dùng mitoxantrone. Cabazitaxel có liên quan đến giảm bạch cầu trung tính cấp độ 3 (81,7%) so với mitoxantrone (58%). Các tác dụng phụ thường gặp với cabazitaxel bao gồm giảm bạch cầu trung tính (bao gồm giảm bạch cầu do sốt) và tác dụng phụ của GIT xuất hiện chủ yếu ở bệnh tiêu chảy, trong khi đó, bệnh thần kinh hiếm khi được phát hiện.

## Dược động học
Quản lý Cabazitaxel làm giảm nồng độ trong huyết tương cho thấy động lực học ba lần: thời gian bán hủy trung bình (t1/2) là 2,6 phút trong giai đoạn đầu, trung bình t1/2 của 1,3 giờ trong giai đoạn thứ hai và trung bình t1/2 của 77,3 h trong giai đoạn thứ ba.

### Chuyển hóa
Cabazitaxel về cơ bản được chuyển hóa ở gan bằng [cytochrom P450 (CYP) 3A4/5> CYP2C8], dẫn đến bảy chất chuyển hóa trong huyết tương và bài tiết 20 chất chuyển hóa. Trong 14 ngày sau khi dùng, 80% cabazitaxel được bài tiết: 76% qua phân và 3,7% dưới dạng bài tiết qua thận.

## Liều lượng Cabazitaxel
Có nhiều câu hỏi về việc sử dụng tối ưu Cabazitaxel sau khi phê duyệt sử dụng nó trong điều trị mCRPC docetaxel chịu lửa. Một câu hỏi là về việc sử dụng tối ưu. Liên quan đến tình trạng suy tủy đáng kể trong quá trình điều trị Cabazitaxel ở tuổi 25   mg/m2, một nghiên cứu ngẫu nhiên giai đoạn III sẽ đánh giá tính an toàn và hiệu quả của cabazitaxel ở mức 20   mg/m2. Một câu hỏi nữa là về hiệu quả và khả năng dung nạp của cabazitaxel khi nó được dùng cùng với các liệu pháp khác. Một thử nghiệm giai đoạn I/II đang thử nghiệm sự phối hợp của cabazitaxel với các liệu pháp khác (ví dụ abiraterone) và các tác nhân điều tra (ví dụ như mãng cầu) 